# Patrick Lyon (1er comte de Kinghorne)
Patrick Lyon, 1er comte de Kinghorne (c. 1575-1615) est un propriétaire terrien écossais.

## Biographie
Patrick Lyon est le fils de John Lyon, 8e Lord Glamis et d'Elizabeth Abernethy, fille unique d' Alexander Abernethy, 6e Lord Saltoun.

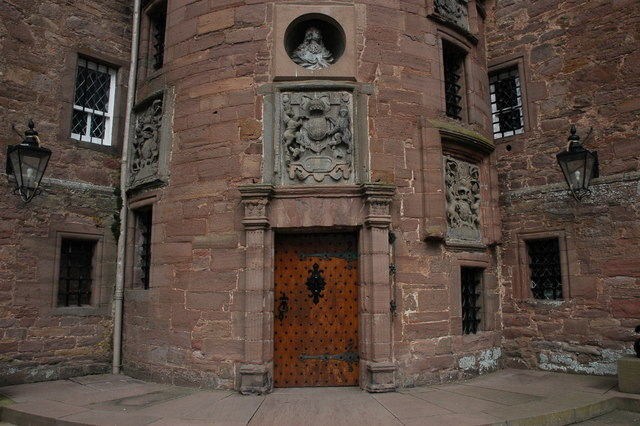
L'escalier en colimaçon du château de Glamis est l'œuvre de Patrick Lyon, comte de Kinghorne

Son père est tué en 1578 d'une blessure par balle à la tête lors d'un combat dans les rues de Stirling avec les partisans de David Lindsay (11e comte de Crawford) (en). Crawford est un bon tireur et Glamis présente une cible facile car il est grand, selon l'historien David Hume de Godscroft. Son oncle Thomas, maître de Glamis devient chef de famille, et tuteur et curateur du jeune lord Glamis.
Le portrait du jeune Lord Glamis est réalisé en 1583 par Adrian Vanson et est toujours accroché au château de Glamis.
En juin 1598, il est déclaré rebelle pour ne pas avoir semblé résoudre sa querelle avec le comte de Crawford conformément à la nouvelle législation.
Jacques VI envoie Glamis avec le duc de Lennox, le comte de Mar et le maître de Glamis à Penicuik en février 1593 pour rechercher le comte rebelle de Bothwell. Glamis tombe de son cheval et se casse trois côtes.
En septembre 1594, Jacques VI lève une force contre les comtes du nord et les rencontre à la bataille de Glenlivet. Lorsque le roi est à Perth, la tante de Lord Glamis, Euphemia Douglas écrit au laird de Balthayock pour lui demander de venir avec le château de Glamis avec ses partisans, armés et prêts à suivre le roi vers le nord .
Patrick est fait comte de Kinghorne en 1606.
Il effectue une restauration et un remaniement majeurs du château de Glamis vers 1606, commémoré par une inscription "Construit par Patrick, Lord Glamis et D[ame] Anna Murray" sur la tour d'escalier.
Il meurt à Édimbourg en décembre 1615.

## Famille
En mai 1595, il épouse à Stirling, Anne Murray qui passe pour la maîtresse de Jacques VI d'Écosse . Ni Jacques VI ni Anne de Danemark n'assistent au mariage parce qu'Anne est malade au palais de Linlithgow. Ils ont :
- Frédéric Lyon (d. 1660)
- Anne Lyon (d. 8 février 1637), qui épouse William Hay (10e comte d'Erroll)
- Jean Lyon (mort le 2 février 1618).
- John Lyon, 2e comte de Kinghorne (13 août 1596 - 12 mai 1646)
- Patrick Lyon (né en 1600).
- James Lyon (1602 - août 1641).
- Elizabeth Lyon (née en 1608).